# Greg Butler (supervisor de efectos visuales)
Gregory S. Butler (nacido el 18 de agosto de 1971 en Suffield, Connecticut) es un supervisor de efectos visuales digitales estadounidense. Se graduó de la Escuela Secundaria Suffield en 1989 y luego ingresó a Hampshire College. A pesar de sus planes iniciales de estudiar historia, un trabajo de trabajo y estudio con el equipo audiovisual de la biblioteca hizo que se interesara por la producción cinematográfica. Butler se graduó en 1993 con una especialización en diseño de cine, televisión y teatro. Posteriormente se mudó a California para trabajar en Industrial Light and Magic durante 9 meses, donde luego de un trabajo interno logró convertirse en asistente en el departamento de efectos, comenzando con créditos de asistente en La Máscara y Forrest Gump. Después de un trabajo en Rocket Science Games hasta la quiebra de la compañía en 1996, Butler fue a Tippett Studio e hizo trabajos de efectos en Starship Troopers y My Favourite Martian, ascendiendo a un puesto de director técnico, y Cinesite para Practical Magic. Aunque reacio al requisito de mudarse a Nueva Zelanda, Butler fue convencido por su hermano escritor y actor Jared para aprovechar la oportunidad de trabajar para Weta Digital en El Señor de los Anillos. Su mayor logro fue trabajar en la creación de Gollum. Butler también trabajó como supervisor de gráficos por computadora en I, Robot antes de recibir una invitación para trabajar como supervisor de efectos para la Moving Picture Company, en Londres. Continúa en MPC, pero ahora está en la oficina de Vancouver. El 24 de enero de 2012, fue nominado al Oscar por Harry Potter y las Reliquias de la Muerte - Parte 2. En 2020, recibió su segunda nominación al Premio de la Academia, y su primera victoria, a los Mejores Efectos Visuales, por la película de 2019, 1917, en la 92.ª edición de los Premios de la Academia.

## Filmografía
| Año  | Título                                             | Notas                                       |
| ---- | -------------------------------------------------- | ------------------------------------------- |
| 2021 | Loki                                               | Supervisor adicional de efectos visuales    |
| 2020 | Guía de una niñera para cazar monstruos            | Supervisor adicional de efectos visuales    |
| 2019 | 1917                                               | Supervisor de efectos visuales              |
| 2019 | Dark Phoenix                                       | Supervisor de efectos visuales              |
| 2018 | Alpha                                              | Jefe de efectos visuales                    |
| 2017 | La momia                                           | Supervisor de efectos visuales              |
| 2017 | Cincuenta sombras más oscuras                      | Supervisor de efectos visuales              |
| 2016 | Monster Trucks                                     | Supervisor adicional de efectos visuales    |
| 2016 | Batman v Superman: Dawn of Justice                 | Supervisor adicional de efectos visuales    |
| 2016 | The Finest Hours                                   | Supervisor de efectos visuales              |
| 2015 | Goosebumps                                         | Jefe de efectos visuales                    |
| 2014 | El séptimo hijo                                    | Jefe de efectos visuales                    |
| 2014 | Night at the Museum: Secret of the Tomb            | Jefe de efectos visuales                    |
| 2014 | American Sniper                                    | Supervisor de efectos visuales              |
| 2014 | Jersey Boys                                        | Supervisor de efectos visuales              |
| 2014 | Maléfica                                           | Jefe de efectos visuales                    |
| 2014 | Godzilla                                           | Jefe de efectos visuales                    |
| 2014 | The Amazing Spider-Man 2: Rise of Electro          | Jefe de efectos visuales                    |
| 2013 | Percy Jackson y el mar de los monstruos            | Supervisor de efectos visuales              |
| 2013 | El Llanero Solitario                               | Jefe de efectos visuales                    |
| 2013 | Fast & Furious 6                                   | Jefe de efectos visuales                    |
| 2013 | Jack the Giant Slayer                              | Supervisor de efectos visuales              |
| 2011 | Harry Potter y las reliquias de la Muerte: parte 2 | Supervisor de efectos visuales              |
| 2009 | Surrogates                                         | Supervisor de efectos visuales              |
| 2009 | G.I. Joe: The Rise of Cobra                        | Supervisor de efectos visuales              |
| 2008 | Las crónicas de Narnia: el príncipe Caspian        | Supervisor de efectos visuales              |
| 2007 | Harry Potter y la Orden del Fénix                  | Supervisor de efectos visuales              |
| 2006 | Amazing Grace                                      | Supervisor de efectos visuales              |
| 2005 | King Kong                                          | Supervisor de CGI                           |
| 2005 | Charlie y la fábrica de chocolate                  | Supervisor de CGI                           |
| 2004 | Yo, robot                                          | Supervisor de CGI                           |
| 2003 | El Señor de los Anillos: el retorno del Rey        | Supervisor de secuencia 3D                  |
| 2002 | El Señor de los Anillos: las dos torres            | Director técnico principal de secuencia 3D  |
| 2001 | El Señor de los Anillos: la Comunidad del Anillo   | Líder de secuencia 3D                       |
| 1999 | Mi marciano favorito                               | Director técnico principal                  |
| 1998 | Practical Magic                                    | Supervisor de CGI                           |
| 1997 | Starship Troopers                                  | Iluminación digital principal               |
| 1994 | La Máscara                                         | Asistente de producción de efectos visuales |
| 1994 | Baby's Day Out                                     | Asistente técnico de CGI                    |
| 1994 | Forrest Gump                                       | Asistente técnico de CGI                    |
| 1994 | Los Picapiedra                                     | Asistente técnico de CGI                    |
| 1994 | Cadillacs and Dinosaurs: The Second Cataclysm      | Videojuego; coordinador digital             |
| 1993 | Parque Jurásico                                    | Ingeniero de cámaras prácticas              |

## Premios y nominaciones
| Año  | Premio                                                   | Categoría                                                                | Título de la Obra                                  | Notas                                                               | Resultado |
| ---- | -------------------------------------------------------- | ------------------------------------------------------------------------ | -------------------------------------------------- | ------------------------------------------------------------------- | --------- |
| 2021 | CinEuphoria Awards                                       | Mejores Efectos Especiales (Sonidos o Visuales) - Concurso Internacional | 1917                                               | junto a Guillaume Rocheron y Dominic Tuohy                          | Ganador   |
| 2020 | Premios Oscar                                            | Mejores Efectos Visuales                                                 | 1917                                               | junto a Guillaume Rocheron y Dominic Tuohy                          | Ganador   |
| 2020 | Premios BAFTA                                            | Mejores Efectos Visuales                                                 | 1917                                               | junto a Guillaume Rocheron y Dominic Tuohy                          | Ganador   |
| 2020 | Awards Circuit Community Awards                          | Mejores Efectos Visuales                                                 | 1917                                               | junto a Guillaume Rocheron y Dominic Tuohy                          | Nominado  |
| 2020 | Chicago Indie Critics Awards                             | Mejores Efectos Visuales                                                 | 1917                                               | junto a Guillaume Rocheron y Dominic Tuohy                          | Ganador   |
| 2020 | Gold Derby Awards                                        | Mejores Efectos Visuales                                                 | 1917                                               | junto a Guillaume Rocheron y Dominic Tuohy                          | Nominado  |
| 2020 | Hollywood Critics Association                            | Mejores Efectos Visuales                                                 | 1917                                               | junto a Guillaume Rocheron y Dominic Tuohy                          | Nominado  |
| 2020 | Hollywood Post Alliance                                  | Efectos visuales destacados - Largometraje                               | 1917                                               | junto a Guillaume Rocheron, Sona Pak, Vijay Selvam y Richard Little | Nominado  |
| 2020 | International Online Cinema Awards                       | Mejores Efectos Visuales                                                 | 1917                                               | junto a Guillaume Rocheron y Dominic Tuohy                          | Nominado  |
| 2020 | Latino Entertainment Journalists Association Film Awards | Mejores Efectos Visuales                                                 | 1917                                               | junto a Guillaume Rocheron y Dominic Tuohy                          | Nominado  |
| 2020 | Online Film & Television Association                     | Mejores Efectos Visuales                                                 | 1917                                               | junto a Guillaume Rocheron y Dominic Tuohy                          | Nominado  |
| 2020 | Visual Effects Society Awards                            | Efectos visuales de apoyo sobresalientes en una función fotorrealista    | 1917                                               | junto a Guillaume Rocheron, Sona Pak, Vijay Selvam y Richard Little | Nominado  |
| 2019 | Seattle Film Critics Society                             | Mejores Efectos Visuales                                                 | 1917                                               | junto a Guillaume Rocheron y Dominic Tuohy                          | Nominado  |
| 2012 | Premios Oscar                                            | Mejores Efectos Visuales                                                 | Harry Potter y las reliquias de la Muerte: parte 2 | junto a Tim Burke, David Vickery y John Richardson                  | Nominado  |
| 2012 | Premios BAFTA                                            | Mejores Efectos Visuales                                                 | Harry Potter y las reliquias de la Muerte: parte 2 | junto a Tim Burke, David Vickery y John Richardson                  | Ganador   |
| 2012 | Premios Saturn                                           | Mejores Efectos Especiales                                               | Harry Potter y las reliquias de la Muerte: parte 2 | junto a Tim Burke, David Vickery y John Richardson                  | Nominado  |
| 2012 | Gold Derby Awards                                        | Mejores Efectos Visuales                                                 | Harry Potter y las reliquias de la Muerte: parte 2 | junto a Tim Burke, David Vickery y John Richardson                  | Nominado  |
| 2012 | Online Film & Television Association                     | Mejores Efectos Visuales                                                 | Harry Potter y las reliquias de la Muerte: parte 2 | junto a Tim Burke, David Vickery y John Richardson                  | Nominado  |
| 2011 | Satellite Awards                                         | Mejores Efectos Visuales                                                 | Harry Potter y las reliquias de la Muerte: parte 2 | junto a Tim Burke, David Vickery y John Richardson                  | Nominado  |
| 2011 | St. Louis Film Critics Association                       | Mejores Efectos Visuales                                                 | Harry Potter y las reliquias de la Muerte: parte 2 | junto a Tim Burke, David Vickery y John Richardson                  | Ganador   |
| 2009 | Visual Effects Society Awards                            | Efectos visuales sobresalientes en una película basada en efectos        | Las crónicas de Narnia: el príncipe Caspian        | junto a Wendy Rogers, Dean Wright y Andrew Fowler                   | Nominado  |
| 2008 | Premios Saturn                                           | Mejores Efectos Especiales                                               | Harry Potter y la Orden del Fénix                  | junto a Tim Burke, John Richardson y Paul J. Franklin               | Nominado  |
| 2008 | Gold Derby Awards                                        | Mejores Efectos Visuales                                                 | Harry Potter y la Orden del Fénix                  | junto a Tim Burke, John Richardson y Paul J. Franklin               | Nominado  |
| 2004 | Visual Effects Society Awards                            | Mejor animación de personajes en una película de acción en vivo          | El Señor de los Anillos: el retorno del Rey        | junto a Steven Hornby, Andy Serkis y Matthias Menz                  | Ganador   |